# Eles Estão por Aí
Eles Estão por Aí é um romance gráfico brasileiro, escrito por Greg Stella e ilustrado por Bianca Pinheiro. O livro foi publicado em 2018 pela editora Todavia e traz uma história insólita sobre dois seres com formas estranhas e diversos outros acontecimentos sem uma linha narrativa clara, sendo totalmente abertos para interpretações. O livro foi finalista do Prêmio Jabuti de histórias em quadrinhos em 2019, ficou em terceiro lugar na edição de 2019 do Prêmio Grampo e ganhou o Prêmio APCA de Literatura de 2018 na categoria "Infantil / Juvenil / Quadrinhos" (a despeito de não ser voltado ao público infantil).